# イェンナースドルフ郡

イェンナースドルフ郡
Bezirk Jennersdorf

イェンナースドルフ郡（イェンナースドルフぐん、独: Bezirk Jennersdorf）は、オーストリアのブルゲンラント州にある郡（Bezirk; 行政管区とも訳される）。郡庁所在地はイェンナースドルフ。
ブルゲンラント州の最南部に位置する郡である。北東でギュッシング郡と、西でシュタイアーマルク州のフュルステンフェルト郡およびフェルトバハ郡と接している。南西はハンガリーのヴァシュ県との、南端はスロベニアのロガショフツィおよびクズマとの国境になっている。
イェンナースドルフ郡には以下の12の市町村（Gemeinde; ゲマインデ）がある。うちイェンナースドルフが市（Stadt）に、また7つが町（Marktgemeinde; 市場町）に指定されている。
- ドイチュ・カルテンブルン Deutsch Kaltenbrunn （町）
- エルテンドルフ Eltendorf
- ハイリゲンクロイツ・イム・ラフニッツタール Heiligenkreuz im Lafnitztal （町）
- イェンナースドルフ Jennersdorf （市）
- ケーニヒスドルフ Königsdorf
- ミニホーフ＝リーバウ Minihof-Liebau （町）
- モーガースドルフ Mogersdorf （町）
- ミュールグラーベン Mühlgraben
- ノイハウス・アム・クラウゼンバハ Neuhaus am Klausenbach （町）
- ルーダースドルフ Rudersdorf （町）
- ザンクト・マルティン・アン・デア・ラープ Sankt Martin an der Raab （町）
- ヴァイクセルバウム Weichselbaum